# Xã Avon, Quận Grand Forks, Bắc Dakota
Xã Avon (tiếng Anh: Avon Township) là một xã thuộc quận Grand Forks, tiểu bang Bắc Dakota, Hoa Kỳ. Năm 2010, dân số của xã này là 78 người.